# Mohrenstrasse
Mohrenstrasse, tysk stavning: Mohrenstraße, är en gata i stadsdelen Mitte i Berlin. Gatan löper i öst-västlig riktning från Hausvogteiplatz i öster över Gendarmenmarkts södra ände till Wilhelmstrasse i väster.

## Historia
Gatan anlades omkring år 1700 i samband med att stadsdelen Friedrichstadt anlades och gick ursprungligen fram till Mauerstrasse. Kvarteren kring gatans östra ände vid Hausvogteiplatz var under 1900-talets första halva ett viktigt centrum för Berlins modebutiker och den tyska klädindustrin. 
Joachim Ernst Berger (1666–1734), som 1697–1732 predikade i den evangelisk-lutherska församlingen i Friedrichstadt, skrev 1707 i sin krönika över Friedrichstadt att gatorna i Friedrichstadt fick sina namn i maj detta år. En av dessa var Mohren-Straße. Den första kartan över Berlin som kunglig huvudstad från 1710 visar också detta namn på gatan.
Från år 1946 låg redaktionslokalerna för tidskriften Die Weltbühne vid Mohrenstrasse, från detta år nyutgiven av Maud von Ossietzky på von Ossietzky-Verlag.
På grund av ombyggnationen av Zietenplatz och Wilhelmplatz, sedermera Thälmannplatz, under DDR-epoken kom ett nytt gatuavsnitt att uppstå väster om den ursprungliga gatan och detta avsnitt införlivades då med den ursprungliga Mohrenstrasse. 

## Gatunamnet
Namnet betyder "moriangatan" och är i modern tid föremål för en livlig debatt, då begreppet är historiskt belastat samt bland annat av organisationer för tyskar med afrikanskt ursprung förknippas med 1700-talets koloniala arv och diskriminering.
Namnet Mohrenstrasse är som belagt sedan 1710 under stadsdelens tidigaste år, och olika teorier och traditioner har funnits kring det. En teori är att det uppkallats efter en afrikansk kammarherre till markgreve Filip Vilhelm av Brandenburg-Schwedt, som ska ha uppfört ett hus här; andra teorier talar om tidiga invånare i området som ska ha varit förslavade personer som tagits hit på uppdrag av kurfursten av Brandenburg och arbetat vid det kurfurstliga hovet. 
Sedan 1990-talet pågår en politisk och juridisk process kring gatunamnet. Flera organisationer kritiserade namnet och organiserade protester, medan andra organisationer som exempelvis CDU:s Berlinavdelning betecknade namnets ursprung som värdeneutralt och med en historisk tradition. År 2020 beslutade den röd-gröna majoriteten i stadsdelsområdet Mittes stadsdelsfullmäktige att inleda processen för att byta namn på gatan,  och 2021 beslutade man att uppkalla gatan efter Anton Wilhelm Amo, den förste filosofen med västafrikanskt ursprung i Tyskland och en tidig tänkare kring antirasistiska idéer. På grund av att namnändringen överklagats i en process efter ett upprop initierat av historikern Götz Aly hade namnändringen i juni 2023 ännu inte trätt i kraft.

## Byggnader
En stor del av bebyggelsen här under 1800-talet tillhörde framgångsrika borgare som ägare till försäkringsbolag, banker, mästerhantverkare eller framgångsrika köpmän. Kring sekelskiftet 1900 uppfördes många tre- till fyravånings kontorshus som blev säte för försäkringsbolag, banker, handelshus, förlag och liknande företag. Många byggnader skadades svårt i andra världskriget och medan delar av bebyggelsen revs kom andra hus att renoveras och vid gatan finns idag ett antal byggnadsminnesmärkta hus.
- Mohrenstrasse 1–5: Den tidigare hörntomten mot dåvarande Wilhelmplatz. År 1876 uppfördes Hotel Kaiserhof som upptog hela kvarteret mellan Mohrenstrasse, Mauerstrasse, Kaiserhofstrasse och Wilhelmplatz. Förutom själva hotellet som inkluderade en restaurang och flera butiker inhyste kvarteret även stadspostkontor nummer 50, som hade en telegrafstation.
- Mohrenstrasse 6 / Glinkastraße 8:	Tidigare förvaltningsbyggnad för försäkringsbolaget Der Anker, uppförd 1910 efter ritningar av Adolf Zabel. Idag byggnadsminne.
- Mohrenstrasse 9: Omkring år 1900 låg vinhandeln Traube & Sohn här.
- Mohrenstraße 10: I huset Mohrenstrasse 10 drev entreprenören Carl Stangen i slutet av 1800-talet sin internationella resebyrå här.
- Mohrenstrasse 11–12: Hotel Stadt Magdeburg och en vingrossisthandel låg här.
- Mohrenstrasse 17: Karl Marx bodde här 1837–1838 under sin studietid. En minnestavla sattes upp här 1929 på initiativ av SPD i Berlin, men redan 1933 avlägsnades tavlan åter av det nazistiska styret.

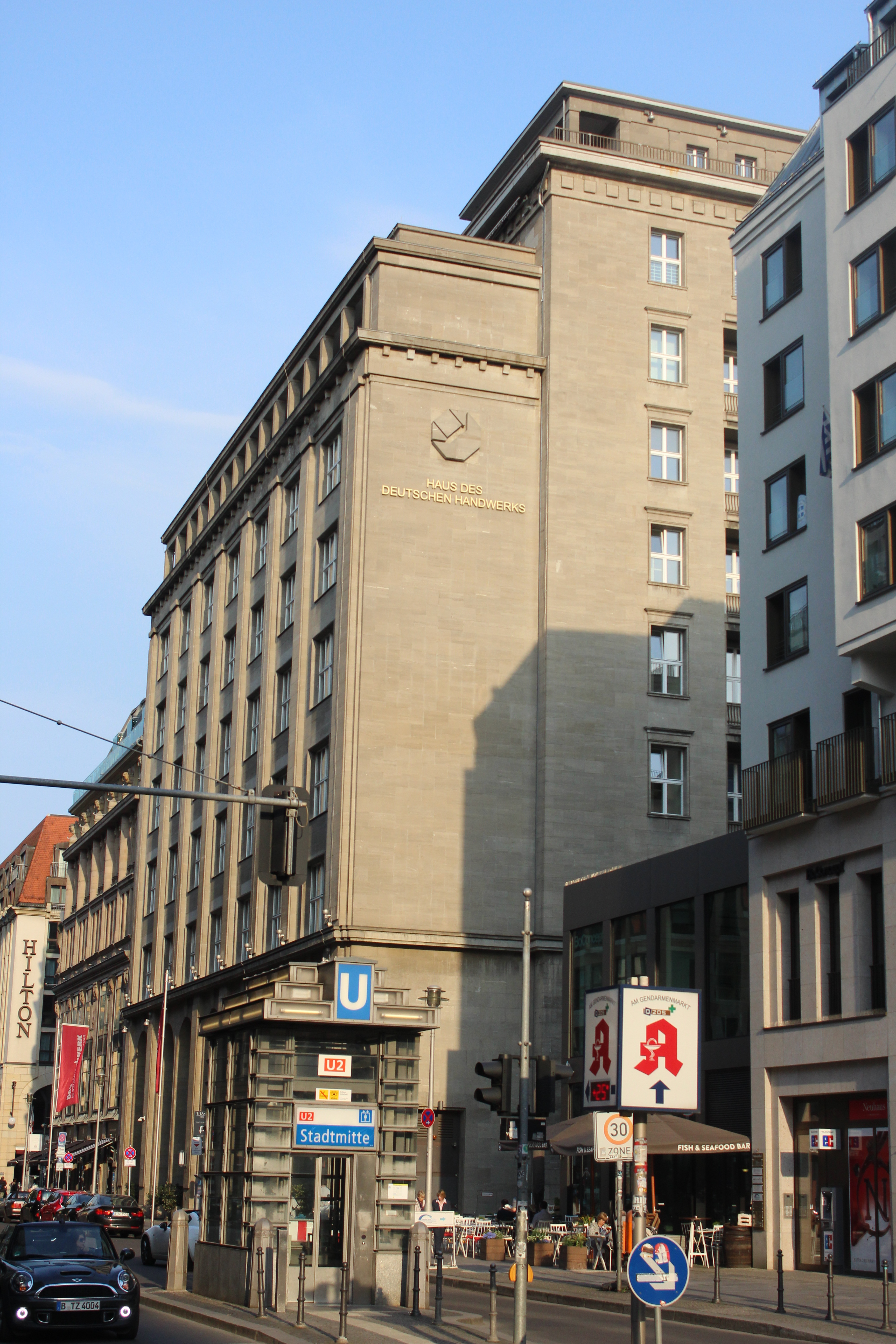
Haus des Deutschen Handwerks

- Mohrenstrasse 20–21: F.d. Hotel Zum Norddeutschen Hof. Byggnaden uppfördes 1908 efter ritningar av Berlinarkitekten Georg Rathenau och var under DDR-epoken lokaler för NDPD och Haus des Deutschen Handwerks. Byggnaden är idag byggnadsminnesmärkt.
- Mohrenstrasse 22–23 / Charlottenstrasse 60: Lokaler för Berlinischen Bodengesellschaft, uppfört 1907 efter ritningar av Berlinarkitekterna Cremer und Wolffenstein. Idag byggnadsminnesmärkt.

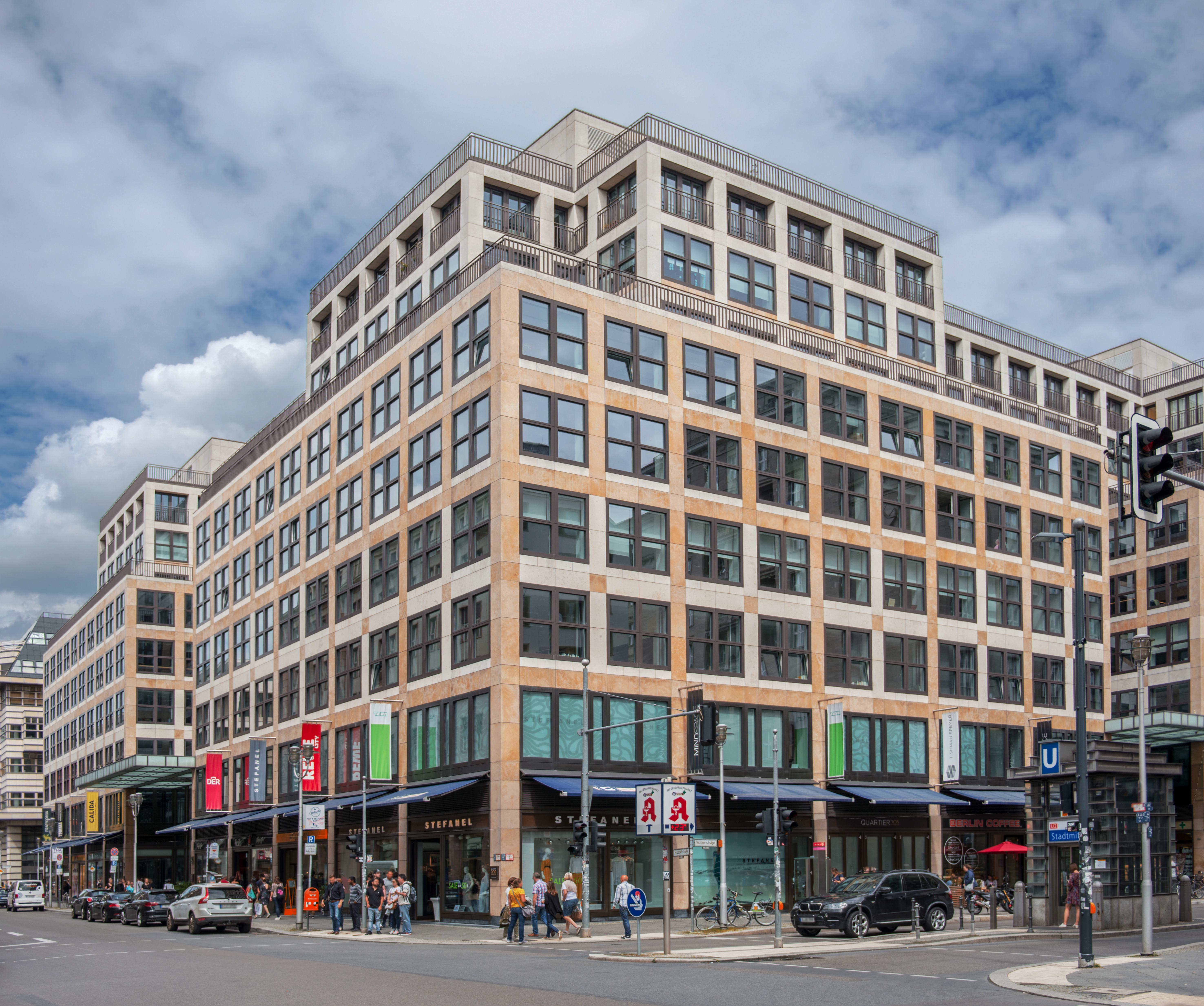
Quartier 205.

- Mohrenstrasse 27/28 / Friedrichstrasse: Hörnhuset mot Friedrichstrasse är idag varuhuset Quartier 205, ritat av Oswald Mathias Ungers och invigt 1996. Huvudingången är från Friedrichstrasse 67. Åttavåningshuset är sammanbundet med Quartier 206 genom en tunnel och utgör den södra delen av gallerian Friedrichstadt-Passagen. Under 1800-talet låg här i huset Mohrenstrasse 27 den lägenhet där poeten Heinrich Stieglitz och hans fru Charlotte 1829 fick sin första gemensamma bostad. Senare låg här Berlins stadsmissions härbärge.

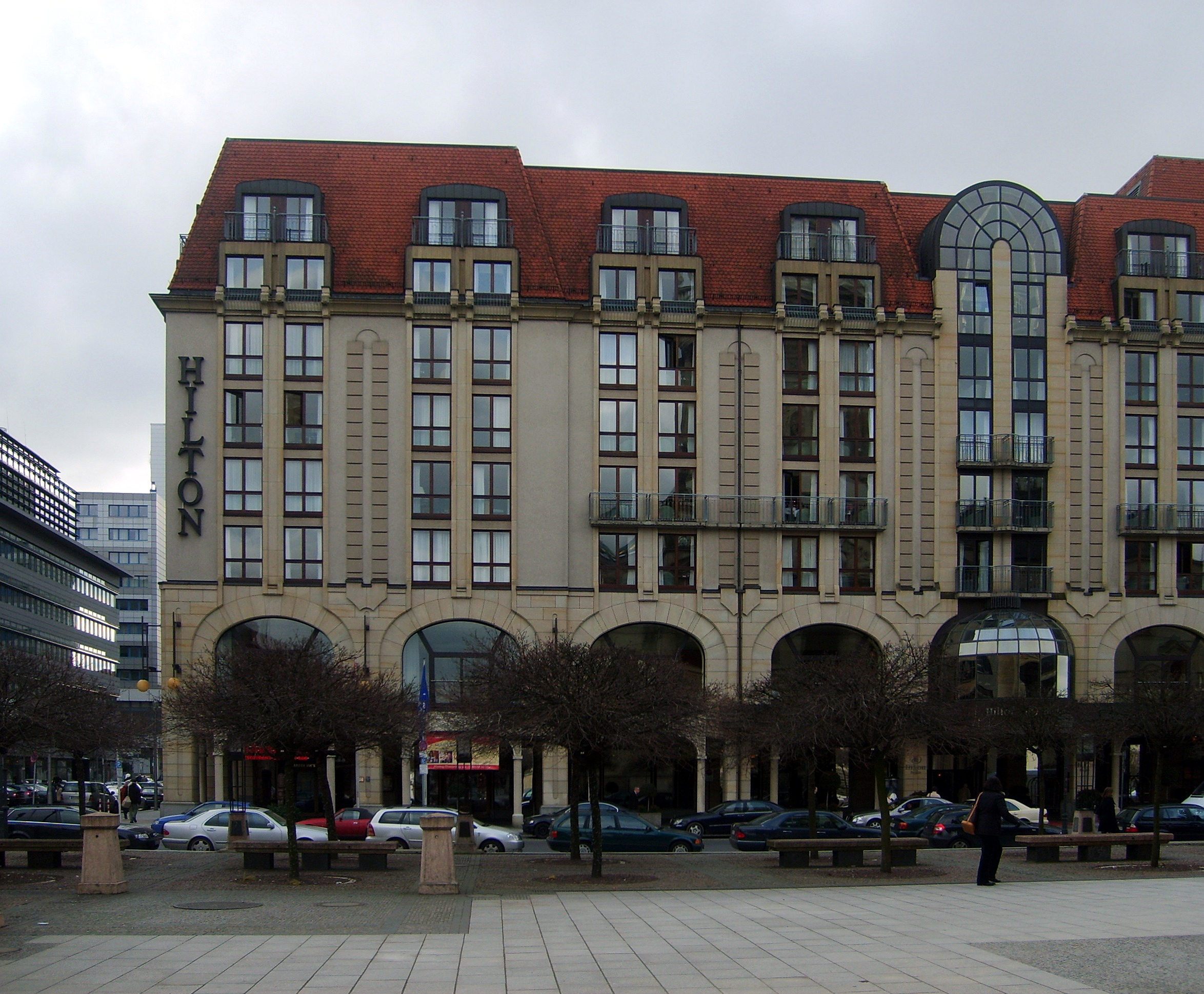
Hilton Berlin.

- Mohrenstrasse 30: Nummer 30 ligger mitt emot Deutscher Dom vid Gendarmenmarkt. År 1989 påbörjade den östtyska hotellkedjan Interhotel bygget av den nuvarande byggnaden; i november 1990 efter Tysklands återförening öppnade hotellet under namnet Domhotel. Året därpå köptes hotellet av Hiltongruppen och det kom därefter under namnet Hilton Berlin att bli stadens största femstjärniga hotell.
- Mohrenstrasse 31:	På adressen Mohrenstrasse 31 låg tidigare Hotel de France, Café Schiller och den 16:e folkskolan tillsammans med det 1:a stadsfolkbiblioteket. Bland andra tidigare hyresgäster fanns flera förlag.
- Mohrenstrasse 36–37: På Mohrenstrasse 37a låg tidigare ett hus ritat av Carl Bauer och uppfört 1896 som inrymde damkonfektionsbutiken Goldenbaum & Lichtenstein. På adressen 37b och hörnhuset med Kronenstrasse låg butikshuset Prausenhof, uppfört 1913 efter ritningar av Ludwig Otte. Under DDR uppfördes här det internationella presscentret. Byggnaden blev historisk som plats för den berömda TV-sända presskonferens där Günter Schabowski den 9 november 1989 meddelade de nya utresereglerna för östtyska medborgare och av misstag angav att de skulle träda i kraft omedelbart, en händelse som blev den direkt utlösande faktorn till att Berlinmurens fall skedde redan samma natt. Idag finns en informationspelare om händelsen vid platsen, rest av Robert-Havemann-Gesellschaft. Själva byggnaden blev under 2000-talet lokaler för Tysklands justitieministerium och är byggnadsminnesmärkt.
- Mohrenstrasse 39–44 / Hausvogteiplatz 8–9: Affärshuset Zum Hausvoigt, uppfört 1890 för två klädbutiker och ritat av Otto March. Idag byggnadsminnesmärkt.
- Mohrenstrasse 49: På 1700-talet och 1800-talet låg här värdshuset Englisches Haus. Här träffades bland andra Berliner Montagsclub, Militärische Gesellschaft, Berliner Liedertafel, Berlins konstnärsförening och det litterära sällskapet Tunnel über der Spree.
- Mohrenstrasse 51–52: Kontorsbyggnad för Deutsche Innen- und Außenhandels-Gesellschaft (DIA), uppförd 1955. Idag byggnadsminne.
- Mohrenstrasse 53–61: Kontorsbyggnad för Allianz- und Stuttgarter Lebensversicherungsbank AG, uppförd 1936 efter ritningar av Heinrich Rosskotten, idag byggnadsminne.
- Mohrenstrasse 58–59: Kontors- och affärsbyggnad för Allgemeine Unfall- und Haftpflicht-Versicherungs-AG "Zürich", uppförd 1913–1915 efter ritningar av Richard Bielenberg och Josef Moser.
- Mohrenstrasse 62, ursprungligen lokaler för Preussische Lebens-Versichicherungs-AG
- Mohrenstrasse 63: kontorsbyggnad för Allianzversicherung, uppförd 1913 och ritad av Bodo Ebhardt. Den kolonnförsedda fasaden på sydsidan är vänd mot den plats där tidigare Dreifaltigkeitskirche låg. År 1950 byggdes lokalerna om för användning av Gesellschaft für Deutsch-Sowjetische Freundschaft. Från denna tid härstammar även reliefen på fasaden mot Glinkastrasse med ett porträtt av den ryske kompositören Michail Glinka. Huset är idag byggnadsminne.
- Mohrenstrasse 64: Fristaten Thüringens beskickning till Förbundsrepubliken. På tomten uppfördes 1933 Thüringen-Haus, som var Thüringens beskickning i Berlin och som förstördes i andra världskriget. Efter Tysklands återförening återlämnades tomten till det återgrundade förbundslandet Thüringen. Den nuvarande byggnaden på platsen ritades av Dr. Worschech und Partner och invigdes 1999.
- Mohrenstrasse 66: Affärshus för Kur- und Neumärkisches Ritterschafts-Kredit-Institut, uppfört 1890. I samma hus låg Mittelmärkische Ritterschafts-Direktion, en vingrossist och många lägenheter. Här låg också kontorslokaler tillhörande USA:s ambassad. Före 1945 var detta det sista huset vid gatan på hörnet mot Wilhelmplatz. Idag byggnadsminnesmärkt.
- Rester av Dreifaltigkeitskirches grund. Kyrkan uppfördes omkring 1750 och ruinen är idag byggnadsminne.
- Deutscher Dom ligger vid norra sidan av Mohrenstrasse på Gendarmenmarkt. Kyrkan byggdes på uppdrag av kung Fredrik II under åren 1780–1785 och ritades i barockstil av Carl von Gontard. Efter att kyrkan skadats i andra världskriget genomgick den en återuppbyggnad mellan 1983 och 1996, då exteriören återställdes originaltroget medan inredningen är mer modern. Sedan 2002 finns även Tysklands förbundsdags utställning om parlamentets historia här. Byggnadsminnesmärkt.
- Tunnelbanestationen Mohrenstrasse, invigd 1908 och renoverad 1952, idag byggnadsminne.
- Tunnelbanestationen Stadtmitte, invigd 1908 och idag byggnadsminne.
- Mohrenkolonnaden: De byggnadsminnesmärkta kolonnaderna från 1787 står på ömse sidor av Mohrenstrasse och inrymde flera butiker, bland dessa en perukmakare, en slaktare, en handskmakare, en tändvarubutik och en hovskomakare.